# Altmuehlopterus

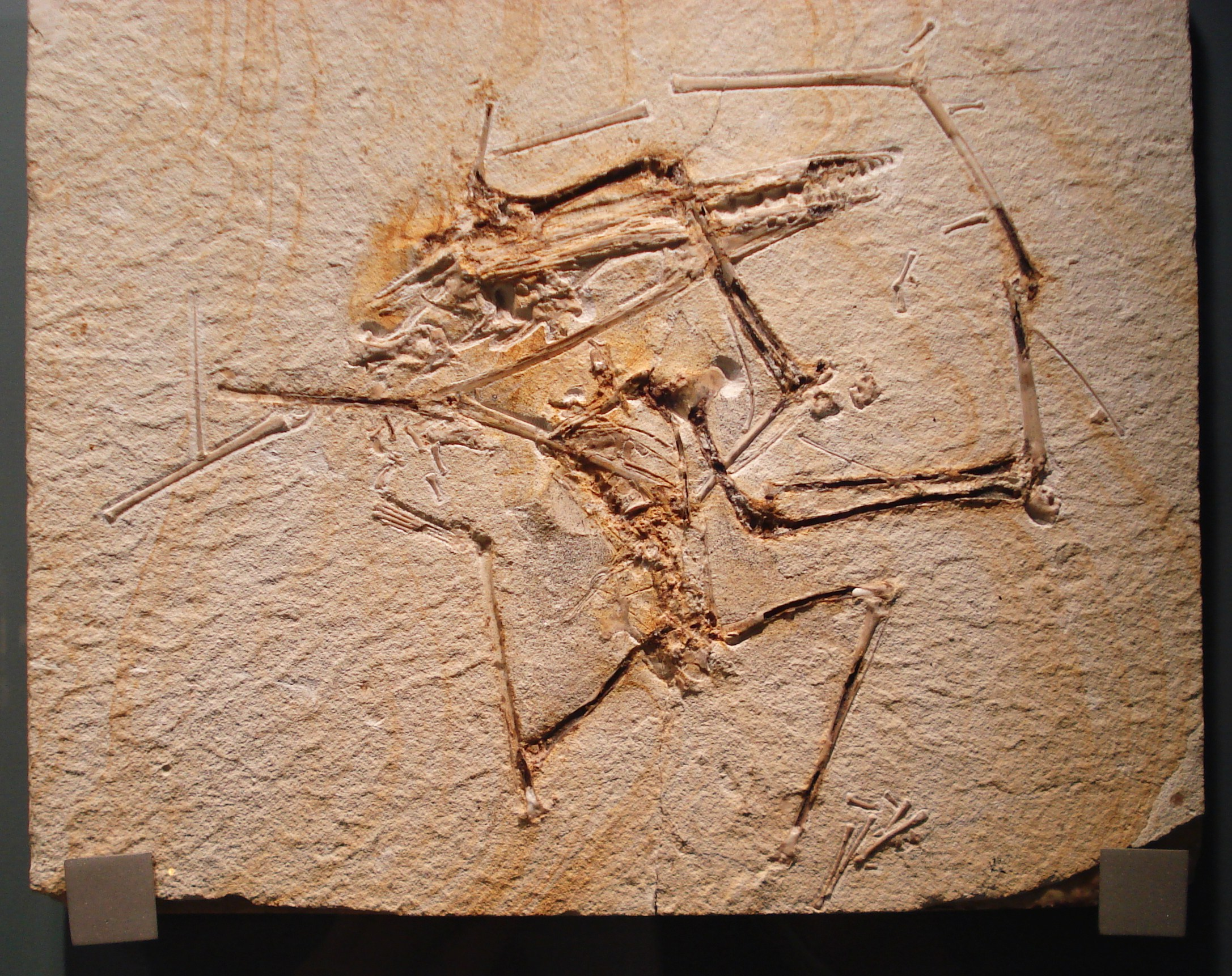
fosilie

Daitingopterus ("křídlo z Daitingu") je neplatné vědecké jméno (nomen nudum), stanovené v roce 2004 pro ptakoještěra druhu "Germanodactylus" rhamphastinus, pojmenovaného paleontologem J. A. Wagnerem v roce 1851 jako druh rodu Ornithocephalus. Tento malý dsungaripteroidní ptakoještěr žil v období svrchní jury (asi před 150 miliony let) na území dnešního Německa.

## Nové jméno
V roce 2017 byl tento taxon přejmenován pod novým rodovým jménem Altmuehlopterus rhamphastinus.